# Robert Rosén (ishockeyspelare)
Robert Rosén, född den 25 juni 1987, är en svensk före detta ishockeyspelare som sist spelade för Växjö Lakers i SHL.
Han spelade tidigare för AIK och Modo i SHL.

## Biografi
Rosén var en framgångsrik poänggörare i Växjö Lakers i Allsvenskan och gjorde 57 poäng säsongen 2009/2010. Han flyttade sedan till MoDo Hockey som han dock lämnade för AIK efter bara en säsong. I AIK kom det stora genombrottet i Elitserien, under säsongen 2011/2012. Rosén vann då Elitseriens poängliga, Skyttetrofén, med 60 poäng på 55 matcher, och nominerades även till Guldpucken. Han fick även debutera i svenska A-landslaget. Inför säsongen 2012/2013 återvände han till Växjö Lakers sedan han blivit utköpt från sitt dåvarande kontrakt med AIK. Han spelade även i Osby IK. 2025 gjorde han en tillfällig comeback i Växjö Lakers, men avslutade senare karriären igen.